# 許雪姬
許雪姬（1953年—），澎湖人。臺灣歷史學家，研究專長為臺灣史。中央研究院臺灣史研究所研究員、第二任與第四任所長。國立政治大學歷史系畢，國立臺灣大學歷史研究所博士，以研究二二八事件與口述歷史而聞名，1991年即參與由賴澤涵教授所主持的行政院「研究二二八事件小組」。其他研究主題包括清代臺灣制度史、臺灣家族史、臺灣人的海外活動及臺灣白色恐怖時期，曾任中央研究院近代史研究所研究員。

## 著作

### 專書
- 《清代臺灣的綠營》（中央研究院近代史研究所專刊（54），臺北：中央研究院近代史研究所，1987）。
- 《龍井林家的歷史》（中央研究院近代史研究所專刊（59），臺北：中央研究院近代史研究所，1990）。
- 《板橋林家林平侯父子傳》（臺灣歷史名人傳，南投：臺灣省文獻委員會，2000）。
- 《林正亨的生與死》（南投：臺灣省文獻委員會，2001）。
- 《樓臺重起（上編）－－林本源家族與庭園歷史》（臺北：臺北縣政府，2009）。
- 《離散と回歸：「満州国」の台湾人の記錄》（東京：東方書店，2021）。

### 論文
- 〈林本源邸園的興築與變遷─家族與庭園的歷史 〉[11]。
- 〈反抗與屈從--林獻堂府評議員的任命與辭任 〉。
- 〈日治時期臺灣面臨的海盜問題〉。
- 〈日治時期台灣人的海外活動－在「滿洲」的台灣醫生〉。
- 〈是勤王還是叛國——「滿洲國」外交部總長謝介石一生及其認同〉。
- 〈日據時期中華民國臺北總領事館，1931-1937〉。
- 〈近年來臺灣口述史的評估與反省 〉等約百篇。

### 口述歷史作品
- 《日治時期在「滿洲」的臺灣人》。
- 《黃紀男先生訪問紀錄》。
- 《霧峰林家相關人物訪談紀錄》（頂厝篇、下厝篇）。
- 《林衡道先生訪問紀錄》。
- 《藍敏先生訪問紀錄》。 [12]
- 《莊淑旂回憶錄》。
- 《二二八事件專號》。
- 《高雄市二二八相關人物訪問紀錄》（上、中、下）等。

曾修纂臺南市、高雄市、澎湖縣、鹿港鎮等地的方志。

## 臺灣歷史辭典
2004年，許雪姬總策劃（與薛化元、吳文星、張淑雅等合編）的《臺灣歷史辭典》（行政院文化建設委員會/遠流出版社），超過一百六十萬字，記載從史前至西元2000年以來，台灣政治、外交、軍事、經濟、社會、教育、文化、風俗等領域的發展軌跡，共有辭目四千六百五十六則，如：十三行文化、樟腦專賣、賴和、莫那魯道、高速鐵路；一千兩百幅珍貴的歷史照片與文獻書影，如：招婿契約、菸酒商標、老地圖；四十四種附表，如：「歷代台灣行政區域建置沿革」、「閩台地區古蹟表」、「台灣鐵道路線沿革表」等。
許雪姬表示，這是台灣史學界及其他學科研究人員「大團結」下的產物，更重要的是，台灣有了自己的歷史辭書，才能掌握「歷史解釋權」。文建會副主委吳密察說文建會投入資源進行奠定基礎的工作，並著手彙編《全台詩》與《台灣史料集成》等台灣歷史文獻整理展現了本土政府對本土文化歷史的重視。

## 抄襲事件
許雪姬在《臺灣歷史辭典》所撰〈南拜山〉條目，於2023年3月遭輔仁大學歷史學系陳君愷教授具文指控至少有55.60%抄襲、剽竊自其專著《日治時期臺灣醫生社會地位之研究》之相關內容。其後，許雪姬具文反駁指控。陳君愷則再度具文回應、並提出更多證據。許雪姬迄未再做回應。